# Karl Maria von Andlau

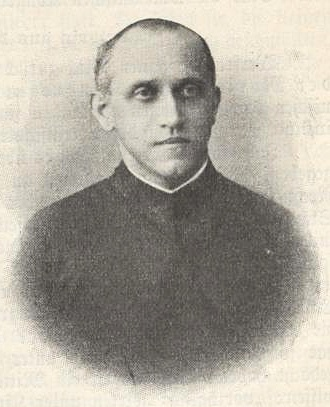
Pater Karl Maria von Andlau

Karl Maria Graf von Andlau-Homburg (* 28. November 1865 in Stotzheim, Elsass; † 30. Dezember 1935 in Kalksburg, heute ein Stadtteil von Wien) war ein elsässischer Graf und Jesuitenpater.

## Familie
Karl von Andlau entstammte einer Linie des unterelsässischen Adelsgeschlechts der Grafen von Andlau. Er kam als Sohn des österreichischen Offiziers Raymond Carl von Andlau-Homburg (1819–1874) und seiner Gattin Emilie von Bodeck-Ellgau (1843–1910) zur Welt. Sein jüngerer Bruder war der Politiker Hubert Franz Maria von Andlau-Homburg (1868–1959). Beide waren die Großneffen von Benedikt Anton Friedrich von Andlau-Homburg (1761–1839), letzter Fürstabt des Klosters Murbach und Fürst des Heiligen Römischen Reiches.

## Leben
Der Graf trat am 30. Oktober 1887 in den Jesuitenorden ein. Dort führte er zumeist keinen Adelstitel und nannte sich einfach Pater Karl Andlau. Er war ein bekannter Prediger seines Ordens und avancierte am 18. August 1904 zum Rektor des Jesuitenkollegs Kalksburg. Von 1915 bis 1919 fungierte Karl von Andlau als Provinzial der österreichisch-ungarischen Jesuiten. Beim Eucharistischen Kongress in Wien hielt er 1912 eine vielbeachtete Predigt zum Thema „Die heilige Eucharistie und das Haus Habsburg“. Er starb im Dezember 1935 im Kollegium Kalksburg.
Pater Karl Maria von Andlau hatte ein besonderes Vertrauensverhältnis zum letzten österreichischen Kaiser Karl I. sowie zu dessen Gattin  Kaiserin Zita. Er lernte den späteren Kaiser schon als Kind kennen, als dieser zeitweise den Sportunterricht im Kalksburger Kollegium erhielt. Der Habsburger wählte ihn sich zum Beichtvater und Pater Andlau bereitete ihn und seine Braut 1911 auf das Sakrament der Ehe vor.
Auch nach dem Tod von Kaiser Karl blieb der Jesuit mit dessen Familie in Kontakt und besuchte diese beispielsweise 1923, in ihrem spanischen Exil. Hierbei machte er Kaiserin Zita eine von ihm in Deutsch gedichtete Weihnachtsmesse mit alten slowakischen Melodien zum Geschenk, die noch heute unter dem Namen „Kleine Weihnachtsmesse für die Kaiserin“ vertrieben wird. Der Kaisersohn Otto von Habsburg bezeichnete Andlau als „großen Freund“ seiner verwitweten Mutter.
Karl Maria von Andlau wirkte zudem als religiöser Berater von Gräfin Ada Chotek, später Sr. Maria Annuntiata (1890–1939), deren Vater Karl Maria Paul Anton Boguslaw Chotek von Chotkow und Wognin (1853–1926) ein Cousin von Sophie Chotek, Fürstin von Hohenberg, der Ehefrau des österreichischen Thronfolgers Franz Ferdinand war. Pater Andlau unterstützte sie bei der Gründung ihres Ordens der Eucharistieschwestern. In dem Buch „Antwort der Liebe, Leben und Werk von Mutter Maria Annuntiata Chotek“ (Haus Königstein-Institut für Kirchengeschichte von Böhmen-Mähren-Schlesien, 1997) sieht der Autor Rudolf Grulich in ihm „fast einen Mitbegründer der Kongregation, da er mit aufopfernder Liebe das Werk förderte, der Gründerin mit dem reichen Schatz seiner Erfahrungen zur Seite stand und manche Schwierigkeiten überwinden half.“